# Startijenn

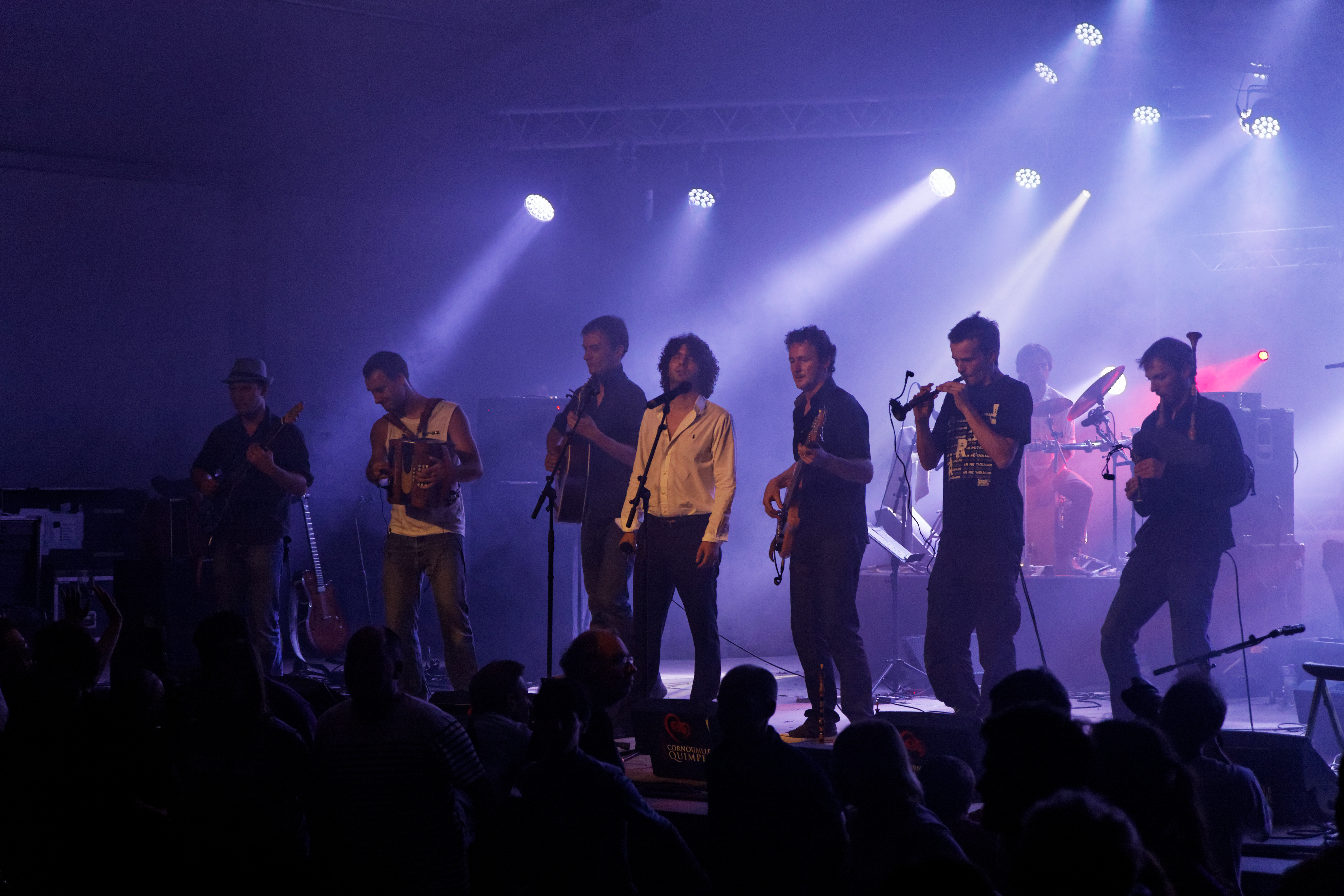
Startijenn auf dem Festival de Cornouaille 2013

Startijenn ist eine Instrumentalgruppe („Bagad“) aus der Bretagne. Stilistisch ist sie der traditionellen bretonischen Musik und dabei insbesondere den keltischen Tänzen wie An Dro, Plinn, Jig und Reel verhaftet, die sie aber mit Elementen des Rock, Jazz und seit Anfang der 2010er-Jahre auch von Punk und Raï weiterentwickelt. Der bretonischsprachige Bandname bedeutet so viel wie energiegeladen oder voller Energie.
Die Band ist seit langem regelmäßiger Gast auf den großen, jährlich stattfindenden bretonischen Musik- und Kulturfestivals (Festival Interceltique in Lorient, Festival de Cornouaille in Quimper, Festival des Vieilles Charrues in Carhaix-Plouguer, Festival Yaouank und Les Tombées de la nuit in Rennes, Les Jeudis du port in Brest, Festival Eurofonik in Nantes) und hat bisher sechs Alben veröffentlicht. Startijenn ist durch ganz Europa getourt und dabei, erstmals 2008, auch in Deutschland und der Schweiz aufgetreten. Zudem gab die Band Konzerte in China und Malaysia und bereist 2020 Australien.

## Geschichte der Gruppe

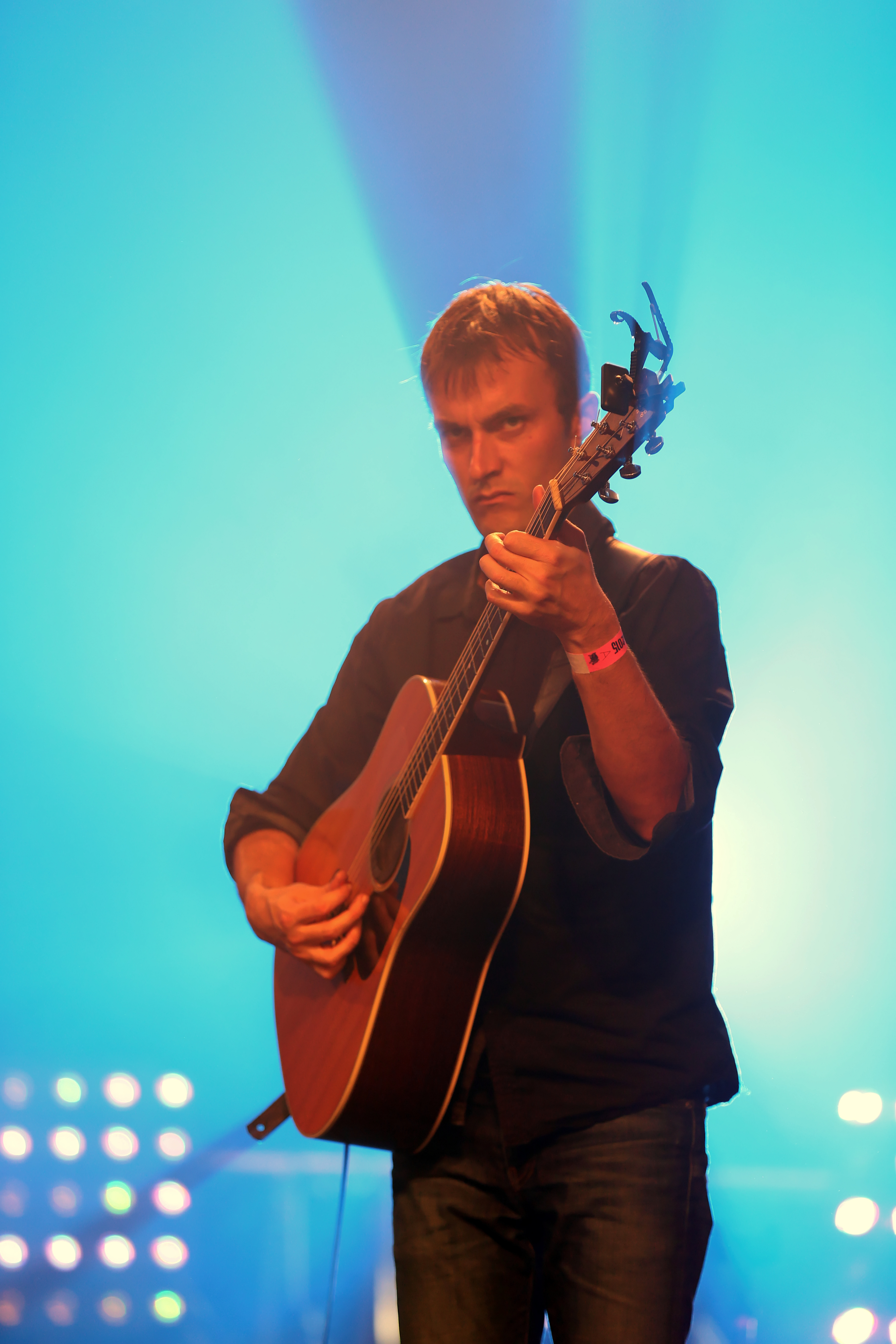
Tangi Oillo

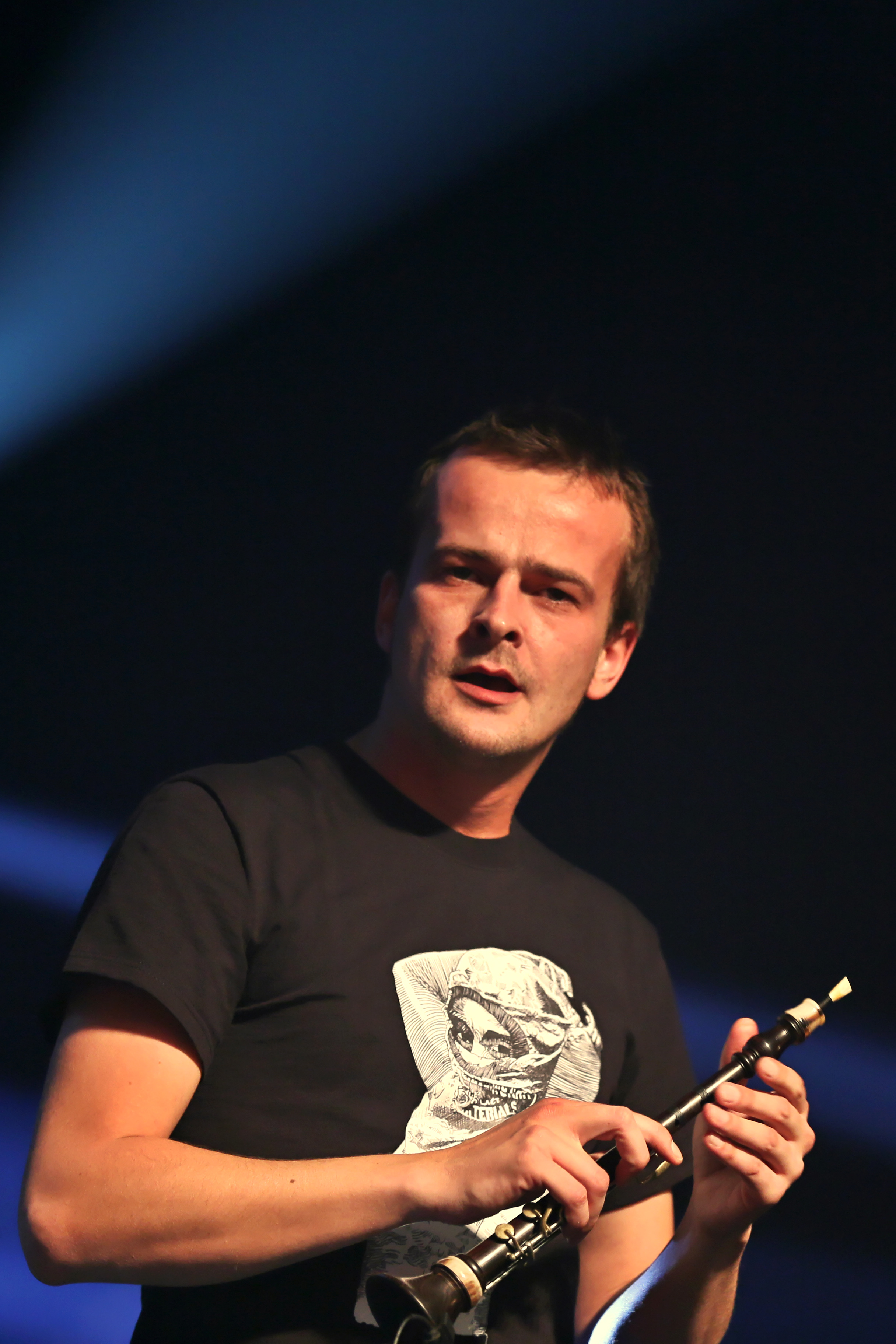
Youenn Roue

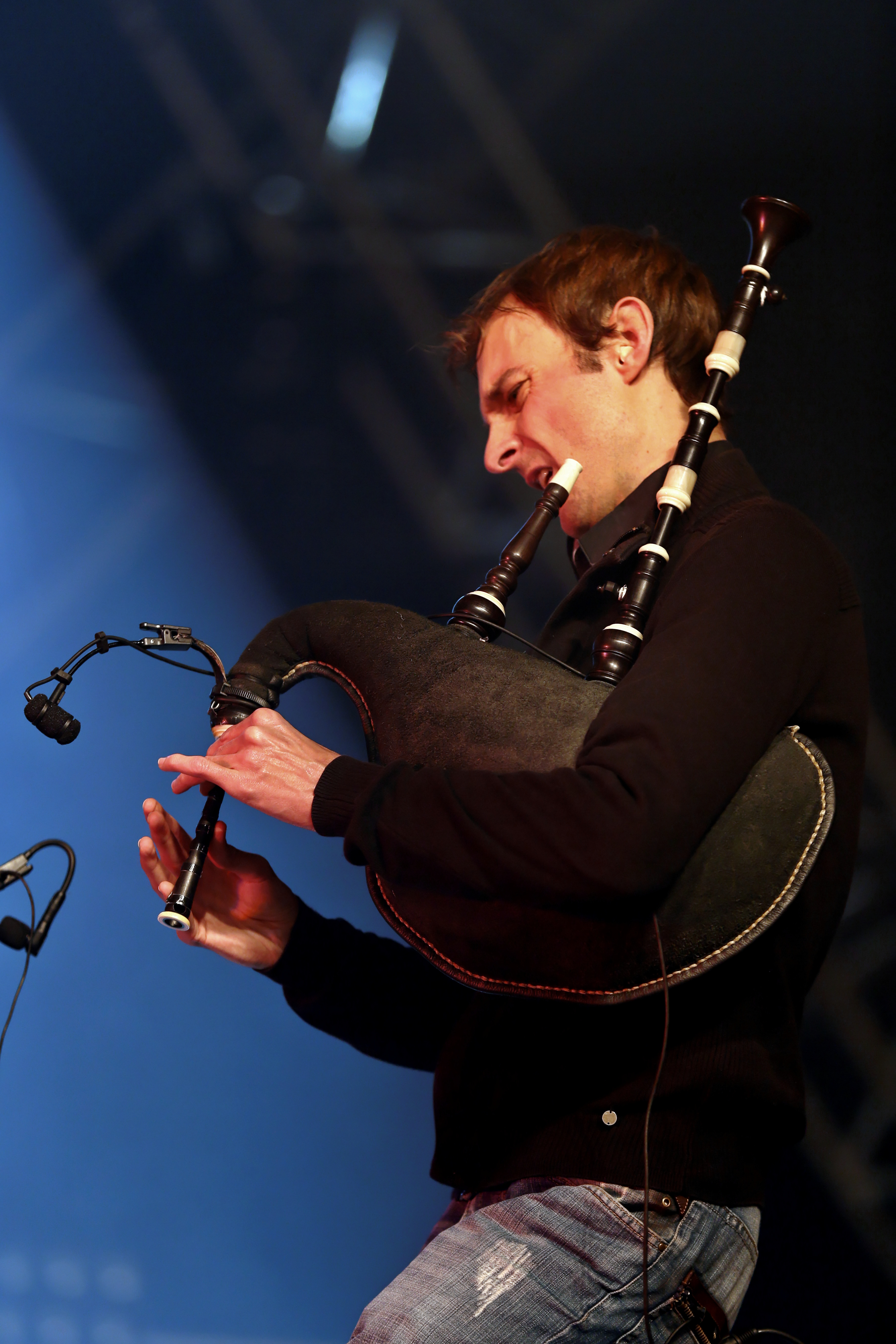
Lionel Le Page

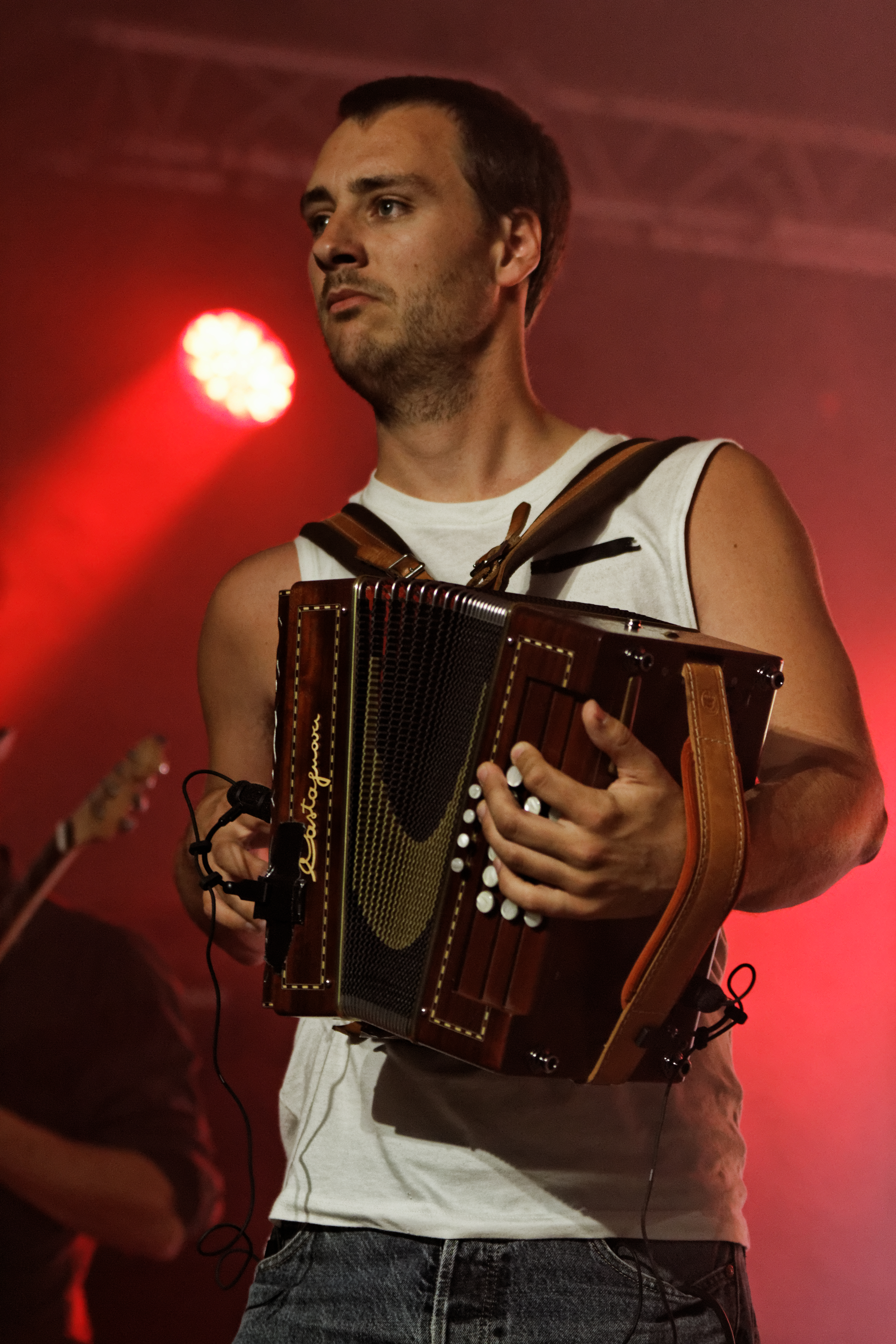
Tangi Le Gall-Carré

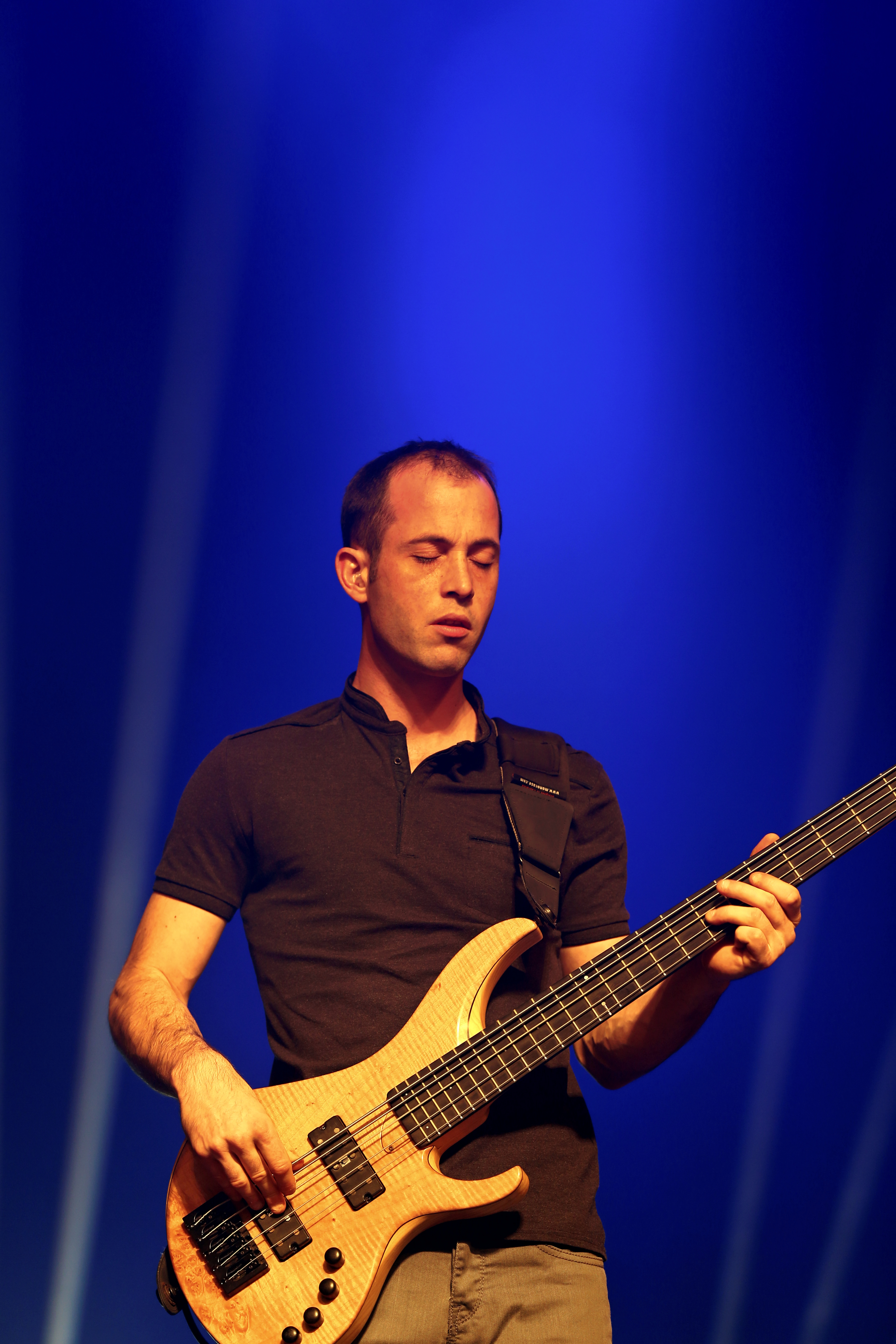
Julien Stevenin

Im Frühjahr 1997 entdeckten vier 13-jährige Jungen an der privaten, bretonischsprachigen Diwan-Schule in Le Relecq-Kerhuon nahe Brest ihr gemeinsames Interesse an bretonischen Musikinstrumenten und begannen, regelmäßig miteinander zu spielen. Dies setzten sie – unter dem Bandnamen Startijenn, mit einer personellen Veränderung (siehe hierunter bei Besetzung und Instrumentierung) – in den folgenden Jahren an der weiterführenden Schule in Carhaix-Plouguer fort. 2004 kam als fünftes Mitglied ein Perkussionist und Schlagzeuger dazu. In den ersten Jahren ihres Bestehens trat die Band überwiegend bei den zahlreichen Volksfesten der Bretagne (Festoù-Noz) auf und gab Gigs in Schulen und kleineren Clubs.
2006 veröffentlichten sie ihren ersten Tonträger, der von ihnen selbst produziert und schlicht nach dem Namen der Gruppe betitelt war. Vertrieben wurde die CD, wie auch alle folgenden, von Coop Breizh, einem großen regionalen Bücher- und Plattenverlag mit eigenem Label. In diese Zeit fallen auch Startijenns erste Auftritte bei den großen Festivals; so eröffneten sie am Nationalfeiertag 2007 das Festival de Cornouaille. Ab ihrer zweiten Platte übernahm mit Paker Prod eine kommerzielle Firma die Produktion der Aufnahmen. Seither trat Startijenn immer häufiger auch im Ausland auf; in den deutschsprachigen Ländern standen sie unter anderem beim Guinness Irish Folk Festival in Sitten (2008), beim Folkherbst in Plauen (2011) und beim Rudolstadt-Festival (2016) auf der Bühne.
Mit dem Bassisten Julien Stevenin erweiterte sich Startijenn 2011 auf sechs Musiker. 2013 verließ Gründungsmitglied Konogan An Habask die Gruppe; mit Lionel Le Page ersetzte ihn für die folgenden zehn Jahre ein anderer Dudelsackspieler. Dafür verzichtete die Band zwei Jahre später darauf, einen Nachfolger für den dann ebenfalls ausgeschiedenen Schlagzeuger Kaou Gwenn zu holen.
Mit ihrer vierten Langspielplatte Startijenn - El-TaQa Live betrat sie insofern Neuland, als sie darauf Mitschnitte von sechs Live-Konzerten zusammenfasste, die sie zwischen Oktober 2012 und August 2013 bei verschiedenen Festivals gegeben hat und bei denen mit Sofiane Saïdi, Erwan Moal, Erwan Volant und Jérôme Kerihuel stets vier Gastmusiker mitgewirkt hatten. Dadurch gab es auch stilistisch eine Entwicklung hin zu einer stärkeren Einbeziehung moderner Musik-Genres, insbesondere von Rap und Raï, was Jean-Pierre Riou, langjähriger Frontmann der bretonischen Indie-Rock-Gruppe Red Cardell, mit den Worten charakterisierte, Startijenn sei „auf der Suche nach dem Geheimrezept zwischen kulturellem Erbe und Zukunft“. Einen halbstündigen Konzertausschnitt mit Songs von dieser LP sendete France 3 am Jahresende 2013 in seiner Sendereihe Bali Breizh („Boulevard der Bretagne“).
Im Februar 2019 lud die Gruppe den Perkussionisten Cyril Atef als Überraschungsgast zu ihrem Auftritt beim Weltmusikfestival Roue Waroch in Plescop ein.

## Besetzung und Instrumentierung
- Tangi Oillo (Gitarre), seit 1997
- Youenn Roue (Bombarde), seit 1997
- Konogan An Habask (Binioù kozh, Uilleann Pipes) 1997–2013
- Tangi Ropars (Chromatisches Akkordeon), 1997–1998
- Tangi Le Gall-Carré (Diatonisches Akkordeon), seit 1998
- Kaou Gwenn (Percussions, Darbuka, Cajón, Schlagzeug), 2004–2015
- Julien Stevenin (E-Bass), seit 2011
- Lionel Le Page (Binioù kozh, Uilleann Pipes), 2013–2023
- Yoann An Nedeleg (Binioù kozh, Uilleann Pipes), seit 2023

Die fünfköpfige Kernformation von Startijenn wird bei Konzerten und Plattenaufnahmen des Öfteren durch weitere Musiker ergänzt.

## Diskographie
Bisher hat Startijenn folgende Longplay-CDs veröffentlicht:
- 2006: Startijenn
- 2008: Pakit Holl !
- 2010: ’kreiz da fas !
- 2013: Startijenn - El-TaQa Live
- 2015: Skeud
- 2016: Paker Tour - Live
- 2022: Talm Ur Galon

Exakte Verkaufszahlen sind nicht bekannt; bei Spotify belaufen sich die Abrufzahlen einzelner Lieder auf maximal 25.000 (Stand: Dezember 2019). Pakit Holl und ’kreiz da fas wurden allerdings jeweils als „Beste Platte des Jahres der bretonischen Musik“ (meilleur disque de musique bretonne de l’année) ausgezeichnet. Einzelne Titel sind zudem auf etwa einem Dutzend Kompilationen erschienen; darunter befindet sich auch ein Lied ihres Auftritts beim Rudolstadt-Festival.